# Tanya Tucker

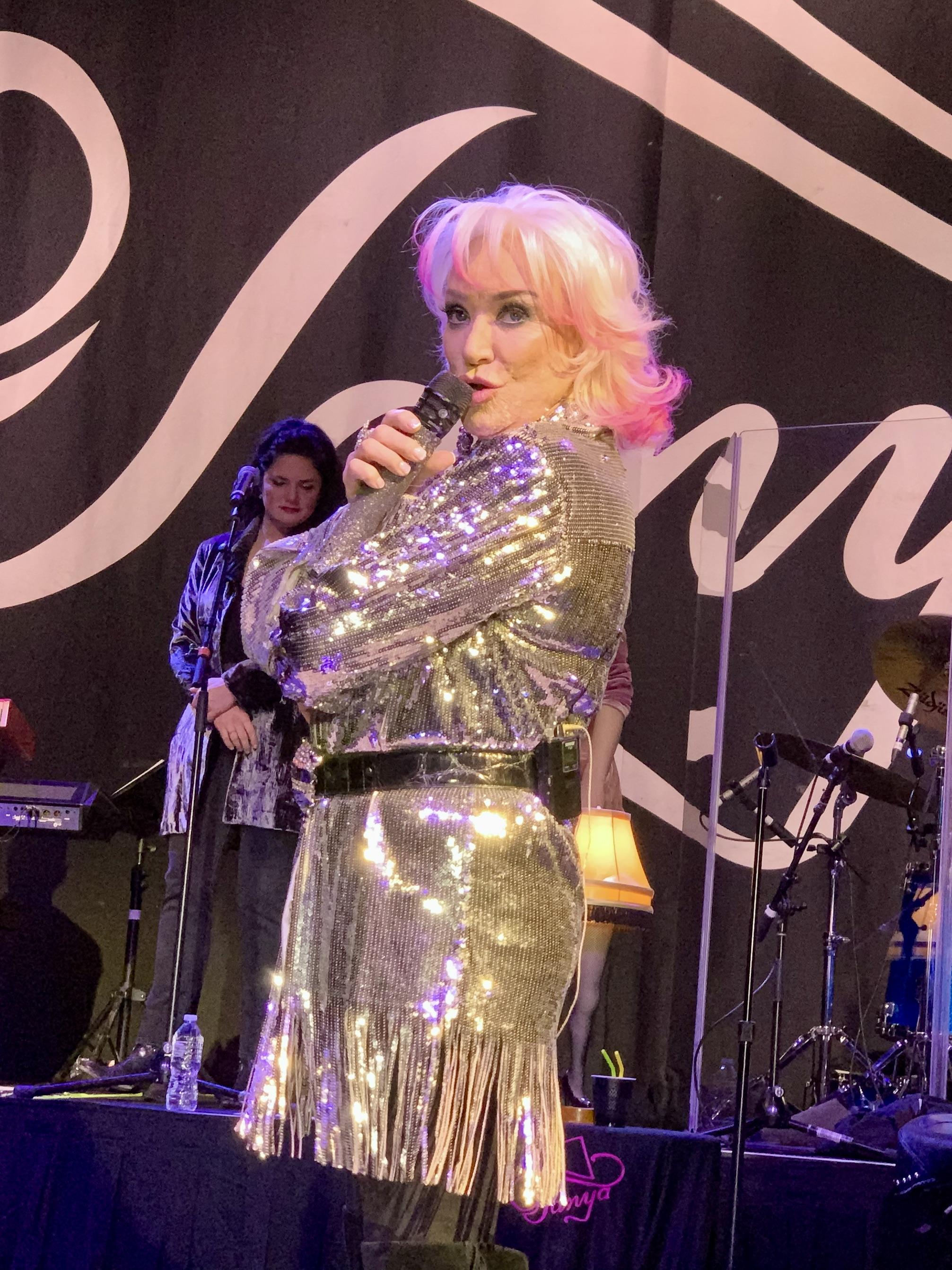
Tanya Tucker (2020)

Tanya Denise Tucker (* 10. Oktober 1958 in Seminole, Texas) ist eine US-amerikanische Country-Sängerin, die in den 1970er, 1980er und 1990er Jahren zu den zehn erfolgreichsten Sängerinnen ihres Genres gehörte. Seit 1972 brachte sie es auf annähernd 70 Hits in den Country-Charts, darunter zehn Nummer-eins-Erfolge. Dazu gehört Lizzie and the Rainman, ihr einziger Top-40-Hit in den amerikanischen Pop-Charts. 1991 wurde sie als „Sängerin des Jahres“ mit der bedeutendsten Auszeichnung der Country-Szene, dem CMA-Award geehrt. Der Musikzeitschrift Rolling Stone wählte Tucker bei den 100 größten Country-Sängern aller Zeiten auf Platz 67.

## Anfänge
Tucker begeisterte sich schon in frühester Kindheit für Musik. Gemeinsam mit ihrem Vater besuchte sie bei jeder sich bietenden Gelegenheit Country-Konzerte. Einige Male gelangte sie sogar auf die Bühne, um mit dem Star ein Duett zu singen. Zusammen mit ihrer Schwester La Costa Tucker, die später ebenfalls eine erfolgreiche Country-Sängerin wurde, gründete sie eine Band, die Country Westeners. 1969 siedelte die Familie nach Las Vegas  um. Tucker bespielte ein Demo-Band, das auf Umwegen in die Hände von Billy Sherrill gelangte, dem einflussreichen CBS-Manager. 1972 wurde sie im Alter von dreizehn Jahren vom Columbia-Label unter Vertrag genommen.

## Karriere
Bereits die erste Single, Delta Dawn, schaffte es 1972 in die Country-Top-10. Das gleichnamige Album war ebenfalls erfolgreich. Love Is The Answer erreichte 1973 fast den Spitzenplatz. Im gleichen Jahr gelang ihr mit What's Your Mama's Name der erste Nummer-1-Hit, und die Academy of Country Music zeichnete sie als „Newcomerin des Jahres“ aus. Die Country-Musik hatte einen Kinderstar. Noch im gleichen Jahr hatte sie mit Blood Red And Going Down den zweiten Top-Hit, gefolgt 1974 von dem kontroversen Would You Lay With Me (In a Field of Stone).
1975 wechselte Tucker zum MCA-Label, wo sie an die vergangenen Erfolge anknüpfen konnte. Bis Ende des Jahrzehnts wurden drei Nummer-1-Hits und mehrere Top-10-Platzierungen erreicht. Einige Male gelang sogar der Einzug in die Pop-Hitparaden. Gelegentlich übernahm sie kleinere Filmrollen. 1978 wurde ein Image-Wechsel durchgeführt: Aus dem Kinderstar wurde ein sexy Twen. Eine Affäre mit Glen Campbell und das aufreizende Cover ihres neuen Albums T.N.T. waren Ausdruck des Wandels. Sie erhielt noch einmal eine goldene Schallplatte, aber die Verkaufszahlen brachen in den nächsten Jahren massiv ein. Auch ein Wechsel des Labels vermochte den Abwärtstrend nicht aufzuhalten. Hinzu kamen Alkohol- und Drogenprobleme.
Nach einer Entziehungskur im Betty Ford Center versuchte Tucker 1986 beim Capitol-Label einen Neuanfang. Bereits die erste Single erreichte Platz drei der Country-Charts. Ihr nächster Song, Just Another Love, schaffte es sogar an die Spitze. Nach zehn Jahren hatte sie damit erneut einen Nummer-1-Hit. Ihre Erfolgssträhne hielt auch in den nächsten Jahren an. Das Album What Do I Do With Me wurde mit Platin ausgezeichnet. 1991 gewann sie den begehrten CMA Award „Country-Sängerin des Jahres“. Erst gegen Ende des Jahrzehnts ließen die Verkaufszahlen nach. Tanya Tucker ist weiter aktiv.
Nach einer längeren Pause erschien 2009 das Album My Turn. Darauf enthalten sind ausschließlich Coverversionen bekannter Country-Klassiker, die im Original von Männern aufgenommen wurden. Zu den Stargästen zählen Rhonda Vincent und Jim Lauderdale.
Im August 2017 veröffentlichte sie mit Forever Loving You eine Tribut-Single an den kurz zuvor an den Folgen einer Alzheimer-Erkrankung verstorbenen Glen Campbell. In einer Pressemitteilung erklärte Tucker, dass ihre Beziehung und die anschließende Trennung zwar schwierig gewesen seien, sie sich aber später versöhnt hätten. Der Tod von Campbell gehe ihr sehr nahe.
Im August 2019 erschien mit While I’m Livin’ Tuckers 25. Studioalbum. Produziert wurde es von Brandi Carlile und Shooter Jennings. Enthalten ist unter anderem eine Coverversion des Miranda-Lambert-Hits The House That Built Me. Der Rolling Stone wählte es in seiner Jahresbilanz zum „besten Country- und Americana-Album 2019“. Auch das Entertainmentmagazin Variety zählte es zu den besten Country-Alben des Jahres und reihte als Fazit sogar bei den besten des Jahrzehnts ein. Außerdem erhielt Tucker für das Album bei den Grammy Awards 2020, nach zehn Nominierungen in den Jahrzehnten zuvor, ihre erste Auszeichnung, für das Country-Album des Jahres. Der Song Bring Me Flowers Now wurde zusätzlich zum Country-Song des Jahres gewählt. Tucker präsentierte das Lied gemeinsam mit Brandi Carlile live im Rahmen der Verleihungszeremonie.

## Diskografie

### Alben
| Jahr | Titel                                       | Höchstplatzierung, Gesamtwochen, AuszeichnungChartplatzierungen (Jahr, Titel, Platzierungen, Wochen, Auszeichnungen, Anmerkungen) | Höchstplatzierung, Gesamtwochen, AuszeichnungChartplatzierungen (Jahr, Titel, Platzierungen, Wochen, Auszeichnungen, Anmerkungen) | Anmerkungen |
| Jahr | Titel                                       | US | Country | Anmerkungen |
| ---- | ------------------------------------------- | --- | --- | ----------- |
| 1972 | Delta Dawn                                  | — | Country32 (14 Wo.)Country |             |
| 1973 | What’s Your Mama’s Name                     | US— GoldUS | Country4 (29 Wo.)Country |             |
| 1974 | Would You Lay with Me (In a Field of Stone) | US159 Gold · (6 Wo.)US | Country4 (23 Wo.)Country |             |
| 1975 | Tanya Tucker                                | US113 (7 Wo.)US | Country8 (12 Wo.)Country |             |
| 1976 | Lovin’ and Learnin’                         | — | Country3 (18 Wo.)Country |             |
| 1976 | Here’s Some Love                            | — | Country1 (20 Wo.)Country |             |
| 1977 | Ridin’ Rainbows                             | — | Country16 (16 Wo.)Country |             |
| 1978 | TNT                                         | US54 Gold · (22 Wo.)US | Country2 (38 Wo.)Country |             |
| 1979 | Tear Me Apart                               | US122 (8 Wo.)US | Country33 (4 Wo.)Country |             |
| 1980 | Dreamlovers                                 | — | Country41 (27 Wo.)Country |             |
| 1981 | Should I Do It                              | US180 (3 Wo.)US | Country49 (20 Wo.)Country |             |
| 1982 | Changes                                     | — | Country47 (15 Wo.)Country |             |
| 1986 | Girls Like Me                               | — | Country20 (63 Wo.)Country |             |
| 1987 | Love Me Like You Used To                    | US— GoldUS | Country12 (53 Wo.)Country |             |
| 1988 | Strong Enough to Bend                       | US— GoldUS | Country9 (51 Wo.)Country |             |
| 1990 | Tennessee Woman                             | US— GoldUS | Country18 (55 Wo.)Country |             |
| 1991 | What Do I Do with Me                        | US48 Platin · (70 Wo.)US | Country6 (89 Wo.)Country |             |
| 1992 | Can’t Run from Yourself                     | US51 Platin · (39 Wo.)US | Country12 (54 Wo.)Country |             |
| 1993 | Soon                                        | US87 Gold · (19 Wo.)US | Country18 (51 Wo.)Country |             |
| 1995 | Fire to Fire                                | US169 (5 Wo.)US | Country29 (15 Wo.)Country |             |
| 1997 | Complicated                                 | US124 (12 Wo.)US | Country15 (25 Wo.)Country |             |
| 2002 | Tanya                                       | — | Country39 (14 Wo.)Country |             |
| 2009 | My Turn                                     | US183 (1 Wo.)US | Country27 (13 Wo.)Country |             |
| 2019 | While I’m Livin’                            | US68 (1 Wo.)US | Country8 (2 Wo.)Country |             |

Weitere Alben
- 1990: Greatest Hits Encore

### Livealben
| Jahr | Titel | Höchstplatzierung, Gesamtwochen, AuszeichnungChartplatzierungen (Jahr, Titel, Platzierungen, Wochen, Auszeichnungen, Anmerkungen) | Höchstplatzierung, Gesamtwochen, AuszeichnungChartplatzierungen (Jahr, Titel, Platzierungen, Wochen, Auszeichnungen, Anmerkungen) | Anmerkungen |
| Jahr | Titel | US | Country | Anmerkungen |
| ---- | ----- | --- | --- | ----------- |
| 1982 | Live  | — | Country67 (4 Wo.)Country |             |

Weitere Livealben
- 2005: Live at Billy Bob’s Texas

### Kompilationen
| Jahr | Titel                   | Höchstplatzierung, Gesamtwochen, AuszeichnungChartplatzierungen (Jahr, Titel, Platzierungen, Wochen, Auszeichnungen, Anmerkungen) | Höchstplatzierung, Gesamtwochen, AuszeichnungChartplatzierungen (Jahr, Titel, Platzierungen, Wochen, Auszeichnungen, Anmerkungen) | Anmerkungen |
| Jahr | Titel                   | US | Country | Anmerkungen |
| ---- | ----------------------- | --- | --- | ----------- |
| 1974 | Greatest Hits           | US— PlatinUS | Country18 (33 Wo.)Country |             |
| 1977 | You Are So Beautiful    | — | Country44 (5 Wo.)Country |             |
| 1989 | Greatest Hits           | US— GoldUS | Country20 (33 Wo.)Country |             |
| 1993 | Greatest Hits 1990–1992 | US65 Platin · (15 Wo.)US | Country15 (53 Wo.)Country |             |

Weitere Kompilationen
- 1978: Tanya Tucker’s Greatest Hits
- 1982: The Best of Tanya Tucker
- 1994: Tanya Tucker
- 1996: Love Songs
- 2000: 20 Greatest Hits
- 2000: 20th Century Masters: The Millennium Collection
- 2006: 16 Biggest Hits
- 2014: Icon

### Singles
| Jahr | Titel Album                                                                         | Höchstplatzierung, Gesamtwochen, AuszeichnungChartplatzierungen (Jahr, Titel, Album, Platzierungen, Wochen, Auszeichnungen, Anmerkungen) | Höchstplatzierung, Gesamtwochen, AuszeichnungChartplatzierungen (Jahr, Titel, Album, Platzierungen, Wochen, Auszeichnungen, Anmerkungen) | Anmerkungen                      |
| Jahr | Titel Album                                                                         | US | Country | Anmerkungen                      |
| ---- | ----------------------------------------------------------------------------------- | --- | --- | -------------------------------- |
| 1972 | Delta Dawn                                                                          | US72 (7 Wo.)US | Country6 (17 Wo.)Country |                                  |
| 1972 | Love’s the Answer Delta Dawn                                                        | — | Country5 (13 Wo.)Country |                                  |
| 1973 | What’s Your Mama’s Name                                                             | US86 (4 Wo.)US | Country1 (17 Wo.)Country |                                  |
| 1973 | Blood Red and Goin’ Down What’s Your Mama’s Name                                    | US74 (9 Wo.)US | Country1 (16 Wo.)Country |                                  |
| 1973 | Would You Lay with Me Would You Lay with Me (In a Field of Stone)                   | US46 (10 Wo.)US | Country1 (17 Wo.)Country |                                  |
| 1974 | The Man That Turned My Mama On Would You Lay with Me (In a Field of Stone)          | US86 (4 Wo.)US | Country4 (14 Wo.)Country |                                  |
| 1974 | I Believe the South Is Gonna Rise Again Would You Lay with Me (In a Field of Stone) | — | Country18 (11 Wo.)Country |                                  |
| 1975 | Lizzie and the Rainman Tanya Tucker                                                 | US37 (9 Wo.)US | Country1 (15 Wo.)Country |                                  |
| 1975 | Spring You Are So Beautiful                                                         | — | Country18 (15 Wo.)Country |                                  |
| 1975 | San Antonio Stroll Tanya Tucker                                                     | — | Country1 (15 Wo.)Country |                                  |
| 1975 | Greener Than the Grass (We Laid On) –                                               | — | Country23 (10 Wo.)Country |                                  |
| 1975 | Don’t Believe My Heart Can Stand Another You Lovin’ and Learnin’                    | — | Country4 (15 Wo.)Country |                                  |
| 1976 | You’ve Got Me to Hold On To Lovin’ and Learnin’                                     | — | Country3 (14 Wo.)Country |                                  |
| 1976 | Here’s Some Love                                                                    | US82 (5 Wo.)US | Country1 (15 Wo.)Country |                                  |
| 1976 | Ridin’ Rainbows                                                                     | — | Country12 (12 Wo.)Country |                                  |
| 1977 | It’s a Cowboy Lovin’ Night Ridin’ Rainbows                                          | — | Country7 (14 Wo.)Country |                                  |
| 1977 | You Are So Beautiful                                                                | — | Country40 (8 Wo.)Country |                                  |
| 1977 | Dancing the Night Away Ridin’ Rainbows                                              | — | Country16 (11 Wo.)Country |                                  |
| 1978 | Save Me –                                                                           | — | Country86 (3 Wo.)Country |                                  |
| 1978 | Not Fade Away TNT                                                                   | US70 (4 Wo.)US | — |                                  |
| 1978 | Texas (When I Die) TNT                                                              | — | Country5 (15 Wo.)Country |                                  |
| 1979 | I’m the Singer, You’re the Song TNT                                                 | — | Country18 (13 Wo.)Country |                                  |
| 1980 | Pecos Promenade Smokey and the Bandit II O.S.T.                                     | — | Country10 (14 Wo.)Country |                                  |
| 1980 | Dream Lover Dreamlovers                                                             | — | Country59 (6 Wo.)Country | mit Glen Campbell                |
| 1980 | Can I See You Tonight Dreamlovers                                                   | — | Country4 (15 Wo.)Country |                                  |
| 1981 | Love Knows We Tried Dreamlovers                                                     | — | Country40 (8 Wo.)Country |                                  |
| 1981 | Should I Do It                                                                      | — | Country50 (7 Wo.)Country |                                  |
| 1981 | Rodeo Girl Should I Do It                                                           | — | Country83 (4 Wo.)Country |                                  |
| 1982 | Cry Changes                                                                         | — | Country77 (4 Wo.)Country |                                  |
| 1982 | Feel Right Changes                                                                  | — | Country10 (23 Wo.)Country |                                  |
| 1983 | Changes                                                                             | — | Country41 (12 Wo.)Country |                                  |
| 1983 | Baby I’m Yours Changes                                                              | — | Country22 (15 Wo.)Country |                                  |
| 1986 | One Love at a Time Girls Like Me                                                    | — | Country3 (25 Wo.)Country |                                  |
| 1986 | Just Another Love Girls Like Me                                                     | — | Country1 (24 Wo.)Country |                                  |
| 1986 | I’ll Come Back as Another Woman Girls Like Me                                       | — | Country2 (23 Wo.)Country |                                  |
| 1987 | It’s Only Over for You Girls Like Me                                                | — | Country8 (25 Wo.)Country |                                  |
| 1987 | Love Me Like You Used To                                                            | — | Country2 (25 Wo.)Country |                                  |
| 1987 | I Won’t Take Less Than Your Love Love Me Like You Used To                           | — | Country1 (24 Wo.)Country | mit Paul Davis & Paul Overstreet |
| 1988 | If It Don’t Come Easy Girls Like Me                                                 | — | Country1 (20 Wo.)Country |                                  |
| 1988 | Strong Enough to Bend                                                               | — | Country1 (23 Wo.)Country |                                  |
| 1988 | Highway Robbery Strong Enough to Bend                                               | — | Country2 (19 Wo.)Country |                                  |
| 1989 | Call on Me Strong Enough to Bend                                                    | — | Country4 (19 Wo.)Country |                                  |
| 1989 | Daddy and Home Strong Enough to Bend                                                | — | Country27 (15 Wo.)Country |                                  |
| 1989 | My Arms Stay Open All Night Greatest Hits                                           | — | Country2 (26 Wo.)Country |                                  |
| 1990 | Walking Shoes Tennessee Woman                                                       | — | Country3 (23 Wo.)Country |                                  |
| 1990 | Don’t Go Out Tennessee Woman                                                        | — | Country6 (21 Wo.)Country | mit T. Graham Brown              |
| 1990 | It Won’t Be Me Tennessee Woman                                                      | — | Country6 (20 Wo.)Country |                                  |
| 1991 | Oh What It Did to Me Tennessee Woman                                                | — | Country12 (20 Wo.)Country |                                  |
| 1991 | Down to My Last Teardrop What Do I Do with Me                                       | — | Country2 (20 Wo.)Country |                                  |
| 1991 | (Without You) What Do I Do with Me What Do I Do with Me                             | — | Country2 (20 Wo.)Country |                                  |
| 1992 | Some Kind of Trouble What Do I Do with Me                                           | — | Country3 (20 Wo.)Country |                                  |
| 1992 | If Your Heart Ain’t Busy Tonight What Do I Do with Me                               | — | Country4 (20 Wo.)Country |                                  |
| 1992 | Two Sparrows in a Hurricane Can’t Run from Yourself                                 | — | Country2 (20 Wo.)Country |                                  |
| 1993 | It’s a Little Too Late Can’t Run from Yourself                                      | — | Country2 (20 Wo.)Country |                                  |
| 1993 | Tell Me About It Can’t Run from Yourself                                            | — | Country4 (20 Wo.)Country | mit Delbert McClinton            |
| 1993 | Already Gone Common Thread: The Songs of the Eagles                                 | — | Country75 (2 Wo.)Country |                                  |
| 1993 | Soon                                                                                | — | Country2 (20 Wo.)Country |                                  |
| 1994 | We Don’t Have to Do This Soon                                                       | — | Country11 (20 Wo.)Country |                                  |
| 1994 | Hangin’ In Soon                                                                     | — | Country4 (20 Wo.)Country |                                  |
| 1994 | You Just Watch Me Soon                                                              | — | Country20 (19 Wo.)Country |                                  |
| 1995 | Between the Two of Them Fire to Fire                                                | — | Country27 (15 Wo.)Country |                                  |
| 1995 | Find Out What’s Happenin’ Fire to Fire                                              | — | Country40 (11 Wo.)Country |                                  |
| 1997 | Little Things Complicated                                                           | — | Country9 (20 Wo.)Country |                                  |
| 1997 | Ridin’ Out the Heartache Complicated                                                | — | Country45 (11 Wo.)Country |                                  |
| 2002 | A Memory Like I’m Gonna Be Tanya                                                    | — | Country34 (22 Wo.)Country |                                  |
| 2003 | Old Weakness (Coming on Strong) Tanya                                               | — | Country49 (9 Wo.)Country |                                  |
| 2019 | Bring My Flowers Now While I’m Livin’                                               | — | Country47 (1 Wo.)Country |                                  |

Weitere Singles
- 1975: Traveling Salesman
- 1976: Ain’t That a Shame
- 1976: Pride of Franklin County
- 1976: Hello, Mr. Sunshine
- 1976: Short Cut
- 1977: A Rock ’n’ Roll Girl from Alaska
- 1979: Lover Goodbye
- 1979: Lay Back in the Arms of Someone
- 1980: Better Late Than Never
- 1982: Somebody Buy This Cowgirl a Beer
- 2009: Love’s Gonna Live Here (mit Jim Lauderdale)
- 2011: Merry Christmas Wherever You Are
- 2017: Forever Loving You
- 2019: The Wheels of Laredo
- 2019: Hard Luck
- 2019: The House That Built Me
- 2019: The Winner’s Game

### Gastbeiträge
| Jahr | Titel Album                                                     | Höchstplatzierung, Gesamtwochen, AuszeichnungChartplatzierungen (Jahr, Titel, Album, Platzierungen, Wochen, Auszeichnungen, Anmerkungen) | Höchstplatzierung, Gesamtwochen, AuszeichnungChartplatzierungen (Jahr, Titel, Album, Platzierungen, Wochen, Auszeichnungen, Anmerkungen) | Anmerkungen                         |
| Jahr | Titel Album                                                     | US | Country | Anmerkungen                         |
| ---- | --------------------------------------------------------------- | --- | --- | ----------------------------------- |
| 1981 | Why Don’t We Just Sleep on It Tonight It’s the World Gone Crazy | — | Country85 (4 Wo.)Country | mit Glen Campbell                   |
| 1985 | One Big Family –                                                | — | Country61 (9 Wo.)Country | als Teil von Heart of Nashville     |
| 1993 | Romeo Slow Dancing with the Moon                                | US50 (14 Wo.)US | Country27 (20 Wo.)Country | als Teil von Dolly Parton & Friends |

### Videoalben
- 1990: Tanya Tucker Live
- 1991: Tanya Tucker
- 1992: Video Hits
- 1993: Country Workout
- 2002: Video Hits and More
- 2005: Live at Billy Bob’s Texas
- 2008: In Concert

## Auszeichnungen für Musikverkäufe
| Goldene Schallplatte - Kanada - 1979: für das Album TNT - 1979: für das Album Greatest Hits - 1994: für das Album Soon - 1994: für das Album Greatest Hits 1990–1992 | Platin-Schallplatte - Kanada - 1993: für das Album Can’t Run from Yourself - 1994: für das Album What Do I Do with Me |

Anmerkung: Auszeichnungen in Ländern aus den Charttabellen bzw. Chartboxen sind in ebendiesen zu finden.
| Land/RegionAuszeichnungen für Musikverkäufe (Land/Region, Auszeichnungen, Verkäufe, Quellen) | Gold       | Platin     | Verkäufe  | Quellen         |
| -------------------------------------------------------------------------------------------- | ---------- | ---------- | --------- | --------------- |
| Kanada (MC)                                                                                  | 4× Gold4   | 2× Platin2 | 400.000   | musiccanada.com |
| Vereinigte Staaten (RIAA)                                                                    | 8× Gold8   | 4× Platin4 | 8.000.000 | riaa.com        |
| Insgesamt                                                                                    | 12× Gold12 | 6× Platin6 |           |                 |